# HS3ST2
HS3ST2 (англ. Heparan sulfate-glucosamine 3-sulfotransferase 2) – білок, який кодується однойменним геном, розташованим у людей на короткому плечі 16-ї хромосоми. Довжина поліпептидного ланцюга білка становить 367 амінокислот, а молекулярна маса — 41 501.
| 10         |  | 20         |  | 30         |  | 40         |  | 50         |
| ---------- |  | ---------- |  | ---------- |  | ---------- |  | ---------- |
| MAYRVLGRAG |  | PPQPRRARRL |  | LFAFTLSLSC |  | TYLCYSFLCC |  | CDDLGRSRLL |
| GAPRCLRGPS |  | AGGQKLLQKS |  | RPCDPSGPTP |  | SEPSAPSAPA |  | AAVPAPRLSG |
| SNHSGSPKLG |  | TKRLPQALIV |  | GVKKGGTRAV |  | LEFIRVHPDV |  | RALGTEPHFF |
| DRNYGRGLDW |  | YRSLMPRTLE |  | SQITLEKTPS |  | YFVTQEAPRR |  | IFNMSRDTKL |
| IVVVRNPVTR |  | AISDYTQTLS |  | KKPDIPTFEG |  | LSFRNRTLGL |  | VDVSWNAIRI |
| GMYVLHLESW |  | LQYFPLAQIH |  | FVSGERLITD |  | PAGEMGRVQD |  | FLGIKRFITD |
| KHFYFNKTKG |  | FPCLKKTESS |  | LLPRCLGKSK |  | GRTHVQIDPE |  | VIDQLREFYR |
| PYNIKFYETV |  | GQDFRWE    |  |            |  |            |  |            |

A: Аланін

C: Цистеїн

D: Аспарагінова кислота

E: Глутамінова кислота

F: Фенілаланін

G: Гліцин

H: Гістидин

I: Ізолейцин

K: Лізин

L: Лейцин

M: Метіонін

N: Аспарагін

P: Пролін

Q: Глутамін

R: Аргінін

S: Серин

T: Треонін

V: Валін

W: Триптофан

Кодований геном білок за функцією належить до трансфераз. 
Локалізований у мембрані, апараті гольджі.